# Tunel Sitina
Tunel Sitina – tunel autostradowy w Bratysławie na autostradzie D2, na odcinku "Lamačská cesta - Staré grunty". Tunel biegnie pod leśnym pasmem Małych Karpat. Jest to pierwszy dwukomorowy tunel na Słowacji i był to ostatni etap budowy autostrady D2.